# Roland Bonaparte
Roland Napoléon Bonaparte, född 19 maj 1858 i Paris, död där 14 april 1924, var en fransk forskare. Han var son till Pierre Bonaparte och sonson till Napoleon I:s yngre bror Lucien Bonaparte. Auktorsnamnet Bonap. kan användas för Roland Bonaparte i samband med ett vetenskapligt namn inom botaniken; se Wikipediaartiklar som länkar till auktorsnamnet.
Fram till 1886 var han officer i franska armén och därefter levde han i Paris som privatman, företog långa resor och innehade ett stort bibliotek. Bland hans många geografiska och etnologiska arbeten märks Le habitants de Suriname (1884), Les récents voyages des néerlandais à la Nouvelle-Guinée (1885),  Notes on the Lapps of the Finnmark (1886), Le fleuve Augusta (1887), La Nouvelle-Guninée (1888) och La premier établissement des néerlandais à Maurice (1890). År 1907 blev han hedersdoktor vid Uppsala universitet.
År 1880 gifte han sig med Marie-Félix Blanc, född 23 december 1859, död 1 augusti 1889, dotter till Marie Blanc, ägaren av kasinot i Monte Carlo. En dotter var Marie Bonaparte.